# New Plymouth (Idaho)
New Plymouth – miasto w Stanach Zjednoczonych, w stanie Idaho, w hrabstwie Payette.